# 地球環境変動観測ミッション
地球環境変動観測ミッション（GCOM : Global Change Observation Mission、ジーコム）は、宇宙航空研究開発機構（JAXA）が実施する地球環境の変動を人工衛星で長期的に観測するミッション。2012年5月18日に水循環変動観測衛星しずく（GCOM-W）が、2017年12月23日に気候変動観測衛星しきさい（GCOM-C）が打ち上げられ、観測を実施している。
気候に大きな影響を与える太陽活動周期の10年から15年程度の期間継続して、全地球上の降水積雪量や水蒸気量、雲、エアロゾル、植生などの物理データを観測し、気候変動予測や気象予測、水や食料資源管理などに利用、データ提供による国際貢献を目的としている。

## 背景および位置づけ
GCOMは、日本の国としての政策、国際的な地球観測計画、そしてJAXAの地球観測衛星の開発方針が複雑に絡んで誕生したミッションである。
2003年9月1日、総務大臣・文部科学大臣・国土交通大臣により「宇宙開発計画に関する長期的な計画」が発表され、今後10年間にJAXAの果たすべき役割の一つとして地球観測計画が挙げられた。また、内閣府の総合科学技術会議において2004年に「我が国における宇宙開発利用の基本戦略」および「地球観測の推進戦略」が掲げられた。国際的な動きとしては、2005年2月に第3回地球観測サミットが開催され、「全球地球観測システム(GEOSS)10年実施計画」が承認された。
これらの動きを受けて、2005年6月、JAXAを管轄する文部科学省・宇宙開発委員会・地球観測特別部会が具体的な地球観測衛星計画である「わが国の地球観測における衛星開発計画およびデータ利用の進め方について」の報告書をまとめた。この報告書に基づいてJAXAがかつてのGCOM（後述）を大きく修正させて誕生したのが、現在の地球環境変動観測ミッション(GCOM)である。
GCOMは、日本の第3期科学技術基本計画における国家基幹技術の一つである海洋地球観測探査システムの一部として位置づけされている。

## ミッション概要

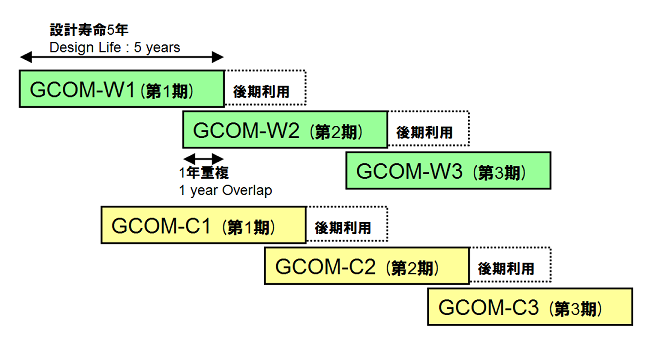
3世代計画で予定していた運用スケジュール

GCOMでは、2種類の観測衛星を5年おきに3世代、計6機の衛星を打上げて10年から15年の長期間にわたり地球上のさまざまな気候環境データを継続的に観測する継続的なミッションとして計画が開始された。衛星1機あたりのコストは200億円以下に抑えつつ、当時立て続けに衛星の故障（みどり・みどりII）、ロケットの失敗（H-II8号機）があったことを受けて障害に強い設計にすることで、ミッションの継続性を強く意識している。2005年から整備が始まった国際的な地球観測データプラットフォームGEOSSに日本として「気候変動」と「水資源管理」の分野の観測データを提供・貢献する役割も担った。

## 衛星システム
衛星システムは、水循環変動観測衛星（GCOM-W）シリーズと、気候変動観測衛星（GCOM-C）シリーズに分かれる。前者は高性能マイクロ波放射計AMSR2を、後者は多波長光学イメージャSGLIを搭載し、地球上の大気（雲・エアロゾル・水蒸気）、海洋（海面温度・海色）、陸地（植生・土壌水分）、雪氷（海氷、雪氷被覆深度）を総合的に観測する。
観測した1次データはJAXA内の地球観測研究センター(EORC)に集約され、GCOM専用のデータ処理・研究解析システムを使用してより高次のデータに加工された後に、全世界の研究者に提供される。日本の保有する他の地球観測衛星のデータとあわせて、地球環境変動観測・災害監視・資源探査のために利用される。
| 衛星   | 大気圏                 | 雪氷圏                         | 陸圏                               | 海洋圏                 |
| ------ | ---------------------- | ------------------------------ | ---------------------------------- | ---------------------- |
| GCOM-W | 雲水量 水蒸気量 降水量 | 海氷密接度 積雪深度            | 土壌水分                           | 海上風速 海面水温      |
| GCOM-C | 雲特性 エアロゾル特性  | 雪氷分布 雪氷面特性 雪氷面温度 | 地表温度 地上部バイオマス 植物生産 | 植物生産 海色 海面水温 |

衛星バスにおいては可能な限りの冗長設計がなされており、太陽電池パネルや内部の電源系は完全に二重化され、片方が故障しても観測が継続できるようになっている。衛星バスはGCOM-W1とC1では約80％が共通の設計であり、開発費用の縮減を図っている。観測機器においても、重量的な余力は多機能化ではなく信頼性向上にあてられた。

## 水循環変動観測衛星しずく（GCOM-W）
水循環変動観測衛星 しずく（GCOM-W）は、大気や土壌中の水分量や温度を観測することが出来る高性能マイクロ波放射計AMSR2を搭載し、降水量、水蒸気量、海洋上の風速や水温、陸域の水分量、積雪深度を観測する。

質量は約1,900 kg、設計寿命は5年。高度約700 kmの極軌道に投入される。昇交点通過地方太陽時は13時30分±15分の午後軌道。これはAMSR-Eを搭載した既存のAqua衛星のデータと整合性を取るためである。衛星の開発費は200億円。2011年度にH-IIAロケット21号機にて打ち上げられる予定であったが、相乗りする韓国の多目的実用衛星３号の製造遅れにより、2012年度に延期され、同年5月18日に打ち上げられた。

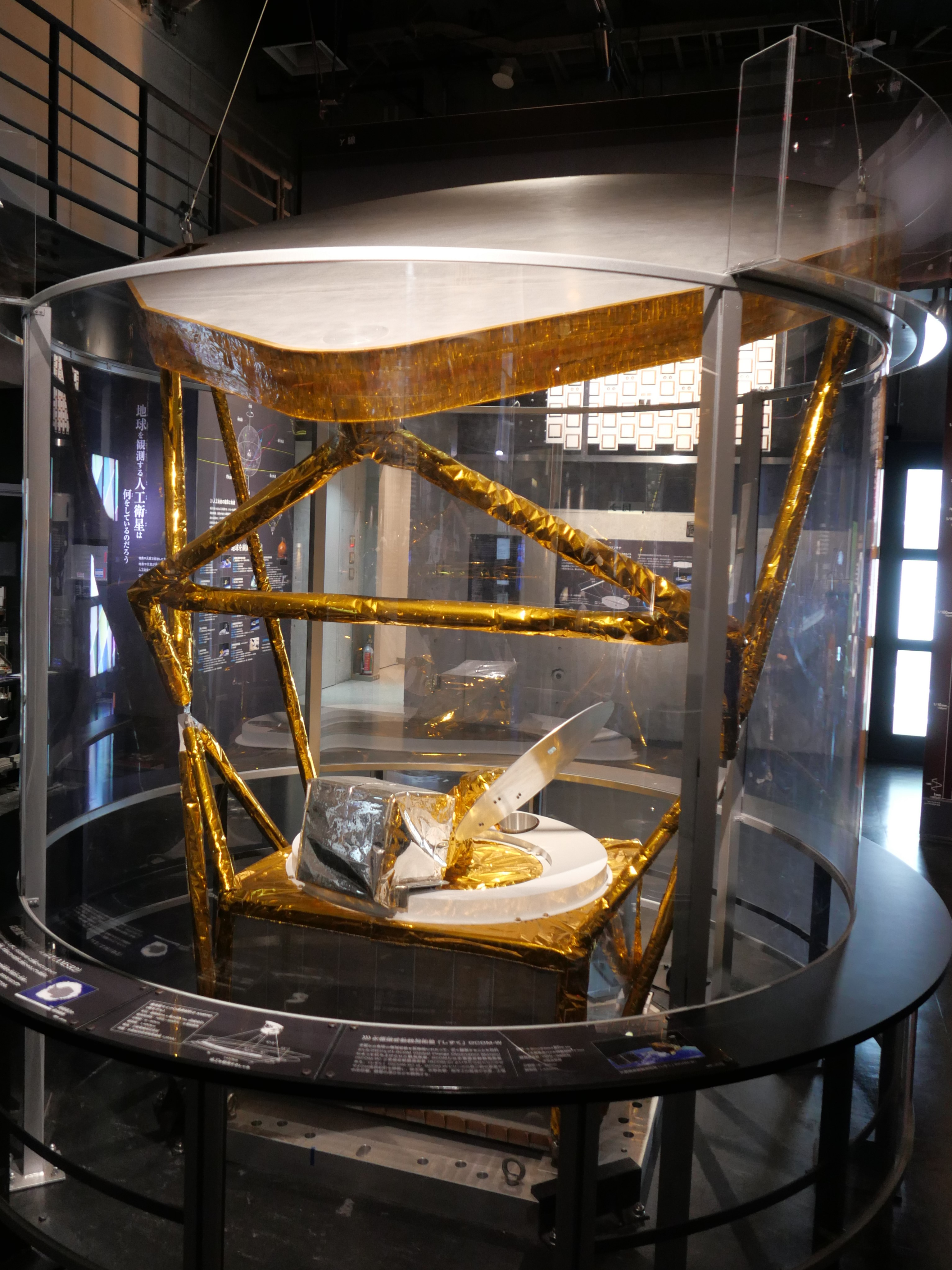
GCOM-W（しずく）搭載 高性能マイクロ波放射計2 AMSR-2の熱モデル
（国立科学博物館展示品）

### AMSR2
高性能マイクロ波放射計2型(AMSR2, Advanced Microwave Scanning Radiometer 2)は、みどりIIに搭載されたAMSR(口径2.0m)およびアメリカの衛星Aquaに搭載されたAMSR-E(口径1.6m)の改良型である。軌道上で口径2.0mの大型反射鏡（オフセットパラボラ）を展開し、これを1.5秒で1回転させる（40 rpm）ことで、地上を1450kmの円弧状にスキャンして測定していく（コニカル走査方式）。AMSRやAMSR-Eより信頼性は向上し、寿命も3年から5年に伸ばされている。技術的な変更点は少ないものの、較正精度を向上させることによって測定誤差を低減している。
マイクロ波の測定チャンネルとして、7.3 GHz帯と89.0 GHz帯が新設されている。7.3 GHz帯は6.925 GHz帯のチャンネルの冗長用および補正用として、89.0 GHz帯は降水量と海氷密接度の測定用として用いられる。対して、AMSRにはあった50.3 GHz帯および52.8GHz帯のチャンネルが削られている。これらは気温の情報を得るために用いられていた。89.0 GHz帯はAMSR-Eでも用意されていたが、部品故障により観測精度が低下していた。
AMSRシリーズは、2008年7月時点で同等の性能を持っているセンサは他には無く、世界最高性能を持つマイクロ波センサである。
| 周波数(GHz)          | 6.925/ 7.3 | 10.65 | 18.7  | 23.8  | 36.5 | 89.0 | 備考                       |
| -------------------- | ---------- | ----- | ----- | ----- | ---- | ---- | -------------------------- |
| バンド幅(GHz)        | 0.35       | 0.1   | 0.2   | 0.4   | 1    | 3    |                            |
| 空間分解能(km x km)  | 35x62      | 24x42 | 14x22 | 15x26 | 7x12 | 3x5  |                            |
| サンプリング間隔(km) | 10         | 10    | 10    | 10    | 10   | 5    |                            |
| 積算水蒸気量         |            |       | ○     | ◎     | ○    |      |                            |
| 積算雲水量           |            |       | ○     | ○     | ◎    |      |                            |
| 降水量               |            | ○     | ◎     | ○     | ○    | ◎    |                            |
| 海上水温             | ◎          | ○     |       | ○     | ○    |      |                            |
| 海上風速             | ○          | ○     |       | ○     | ◎    |      |                            |
| 海氷密接度           | ○          |       | ◎     | ○     | ◎    | ◎    | 89 GHzは雲の無い状態で使用 |
| 積雪量               |            | ○     | ◎     | ○     | ◎    | ○    |                            |
| 土壌水分量           | ◎          | ◎     | ○     | ○     | ○    | ○    |                            |

※ ◎は、その物理量の観測に最重要の周波数帯を示す。
※ 偏波はどのチャンネルもV（垂直）とH（水平）。
※ 量子化ビット数は12 bit, ダイナミックレンジは2.7 K - 340 K。

## 気候変動観測衛星 しきさい（GCOM-C）

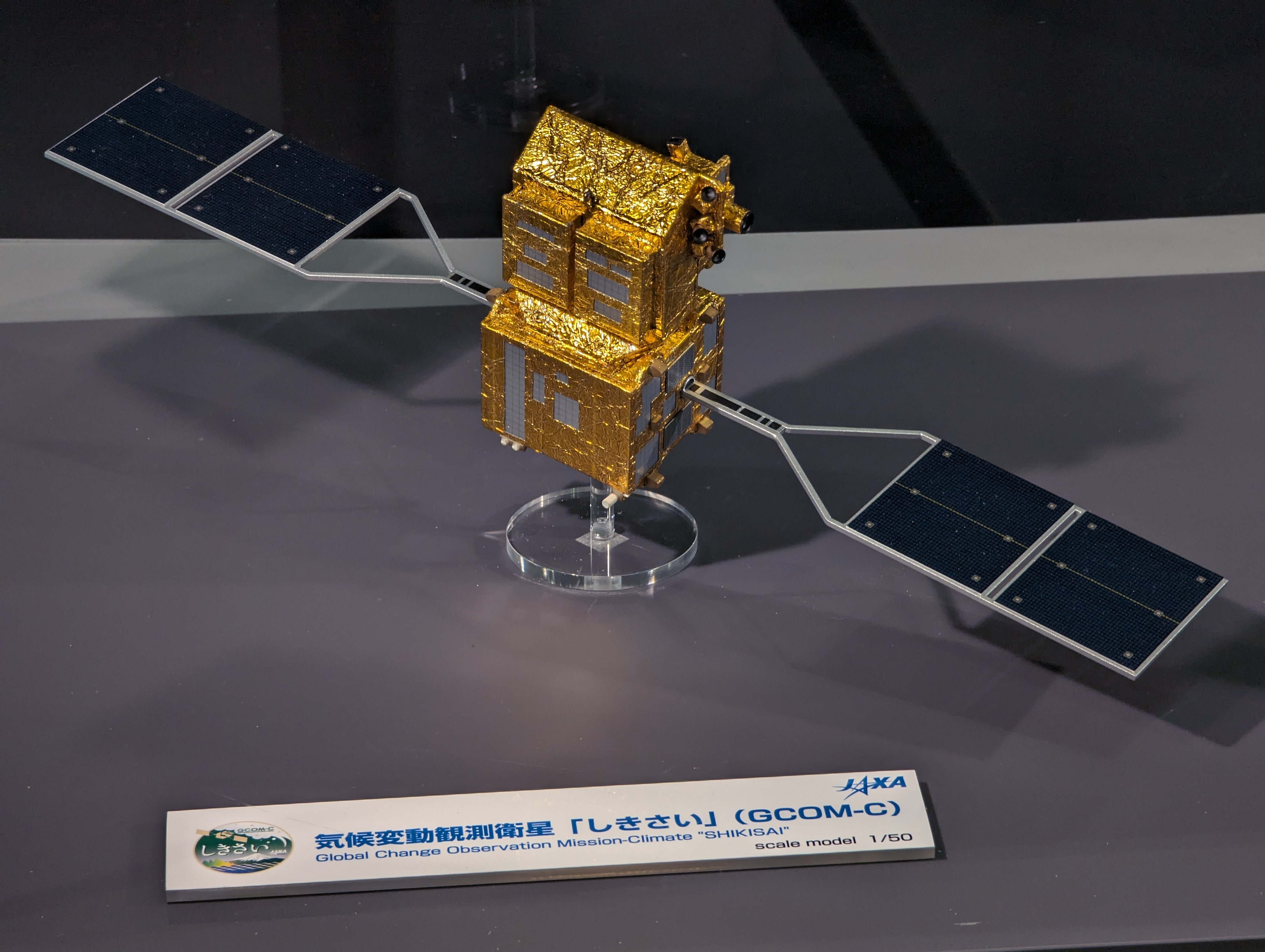
しきさい（GCOM-C）模型

気候変動観測衛星 しきさい（GCOM-C）は、地球表面や大気の色や温度を観測することが出来る可視～熱赤外多波長光学センサSGLIを搭載し、雲・エアロゾル、海色、植生、雪氷等を全地球規模で長期間継続的に観測することで、将来の気温上昇量の正確な予測に必要となる放射収支、および炭素循環の変動メカニズムの解明に貢献する。
質量は約2,020 kg、設計寿命は5年。高度798 km, 傾斜角98.6度の極軌道。降交点通過地方太陽時は10時30分±15分の午前軌道。これは、同種の他の衛星で午前軌道を取るものが無いためである。衛星の開発費は180億円の予定。2017年12月23日にH-IIAロケット37号機により超低高度衛星技術試験機つばめと共に打ち上げられた。

## GCOM2期以降の計画
- GCOM-W後継（次期しずく）ミッションは、平成29年宇宙基本計画（2017年12月）において温室効果ガス観測技術衛星GOSAT3号機（いぶき2号後継機）との相乗りミッションとなる方針が決定し[2]、GOSAT-GWにAMSR2後継装置であるAMSR3が搭載された（2025年度打上げ予定）。
- GCOM-C後継ミッションは2025年3月現在計画として具体化しておらず、学術団体が作成する地球観測ミッションの提案リストで継続的に提案されている状況である[3]。

## 地上システム
地上システムは、追跡管制システム（衛星バスの管理）とミッション運用系システム（観測機器の管理）、解析研究系システム（観測データの解析）の3つに分かれる。
GCOM-W1/C1では、追跡管制システムとミッション運用系システムを一元管理し、運用費用の縮減と信頼性の向上を図っている。地上システム全体としてはいぶきや全球降水観測計画GPM/DPRで開発しているシステムを活用して、短期間に確実なシステム開発を行う予定。
GCOM-C1はW1と比べて1次観測データ量が200倍、生成する標準プロダクト（解析済みデータ）も3倍以上となるため、解析研究系システムに多くの予算が割り当てられている。

## 旧GCOM計画

### 旧GCOM計画の発足
- 1998年、当時の宇宙開発事業団（現在は宇宙航空研究開発機構=JAXAに統合）内部でADEOS-II（みどりII）やALOS（だいち）に続く地球観測衛星の研究が着手された[要出典]。
- 1999年8月には文部科学省宇宙開発委員会で地球観測変動観測ミッション（GCOM）の推進とオゾン観測センサODUSの研究開発が了承された[要出典]。
- 2000年1月、地球環境観測を扱う科学者コミュニティにおいても観測要求条件の検討がなされ、GCOMミッションの第一弾として、オゾン・温室効果ガス観測衛星（GCOM-A1）と気候変動観測衛星（GCOM-B1）が提案された。環境庁においても、温室効果ガスをより精密に測定するため、みどりIIに搭載されたILAS-IIの後継センサであるSOFISの開発研究が進められた。
- 2000年4月、NASDAはH-IIロケット8号機故障による運輸多目的衛星MTSAT-1の打ち上げ失敗の余波を受けて、GCOMとODUSの研究を一本化し[要出典]、GCOM-A1、GCOM-B1衛星のセンサとして、GLI後継センサ（陸上エアロゾル・植生や、陸上・海洋観測全般を行う可視～熱赤外多波長光学センサ）、AMSR後継センサ（陸地・海洋上の水蒸気量や水分量、温度を観測するためのマイクロ波放射計）、新規開発のOPUSセンサ（オゾン・大気汚染物質の観測を行う紫外線分光計）の3つの開発に絞った。同時に海外からのセンサ提供も募集し、同年12月[要出典]に欧州宇宙機関(ESA)開発のSWIFT（成層圏での大気汚染物質の移動を観測するためのセンサ）の搭載が決定された。

- 2000年12月のNASDA評価委員会地球観測部会において、GCOMは次のような目的を達成する計画とされた[4]。
  - 地球観測の観測手法や成果物に関する世界標準を構築するようなリーダーシップを取る。
  - 相互バックアップや不慮の事故に対するリスクの緩和のため、観測結果の成果物を他の宇宙機関や既存の計画との整合性を取る。
  - 他の機関や研究者グループとの機関間・国際間協力を組織的に行うためのガイドラインを取りまとめる。

### 衛星スペック
2001年頃の資料では第一世代として次のようなスペックで検討され、共に2007年打上げを目指していた。
- GCOM-A1
  - 高度650km、太陽非同期軌道、軌道傾斜角70°
  - 打上げ重量1,200kg、観測機器重量315kg、発生電力1,800W、寿命3年以上
  - 観測装置
    - ODUS：NASDA
      - スペクトロメータ：オゾン・エアロソル・SO2、NO2、アルベド、UV-B

    - SOFIS：環境省
      - フーリエ変換分光計：大気組成

    - SWIFT：ESA
      - インターフェロメータ：成層圏の風・オゾン
- GCOM-B1
  - 高度800km、太陽同期軌道、地方時10:00、軌道傾斜角101°
  - 打上げ重量2,200kg、観測機器重量770kg、発生電力3,200W、寿命3年以上
  - 観測装置
    - SGLI：NASDA
      - イメージャ：海面水温・海面色・植生・雲・エアロソル

    - AMSR F/O：NASDA
      - マイクロ波放射計：水蒸気・降水量・雪氷・土壌水分量・海面の風・成層圏の風

    - AlphaSCAT：NASA/JPL
      - 風向風速

### 計画の見直し
- その後、GCOM-A1はGCOMシリーズとは独立したGOSAT（いぶき）として計画が見直された。計画されていた3種類のセンサSOFIS・OPUS・SWIFTは中止となり、SOFISで観測する予定だった温室効果ガスは測定方式から変更されてTANSO-FTSセンサによって観測されることになった。
- 2005年に現在のGCOM計画が開始し、旧計画のGCOM-B1の形態ではプロジェクト化されず、搭載を検討されていた2つの主要センサは、それぞれAMSRはGCOM-W（しずく）に、SGLIはGCOM-C（しきさい）に継承・搭載されて実用化された[6]。

## 参考資料
- 我が国の地球観測における衛星開発計画及びデータ利用の進め方について [リンク切れ]（宇宙開発委員会、2005年6月）
- 第一期水循環変動観測衛星（GCOM－W1）プロジェクトの事前評価結果 [リンク切れ]（宇宙開発委員会 2007年8月）
- 第1期気候変動観測衛星（GCOM－C1）プロジェクトの事前評価結果 [リンク切れ]（宇宙開発委員会 2008年2月）
- AMSRホームページ （JAXA EORC）

旧GCOMに関する資料
- 宇宙開発事業団評価委員会 第3回地球観測部会評価報告書 (NASDA プレスリリース、2000年5月）
- 第22回宇宙開発委員会議事録 (2) 今後の衛星戦略について [リンク切れ]（宇宙開発委員会、2002年6月）
- 先導的基幹プログラム(衛星戦略-地球観測) （NASDA プレスリリース、2002年6月）
- 計画・評価部会（第5回）議事要旨 (2)宇宙開発事業団が実施する計画の見直しについて  [リンク切れ]（宇宙開発委員会、2002年8月）
- 地球観測ロードマップ -地球環境監視分野- （NASDA プレスリリース、2002年10月）
- 温室効果ガス観測技術衛星 プロジェクトの評価報告書 [リンク切れ]（宇宙開発委員会、2002年10月）
  - センサの経緯[リンク切れ]
  - 旧GCOM-A1諸元[リンク切れ]
- 我が国の地球観測衛星計画 [リンク切れ]（NASDA、2002年11月）
- 温室効果ガス観測技術衛星プロジェクト研究推進委員会　検討結果 （NASDA プレスリリース、2003年9月）
- 温室効果ガス観測技術衛星(GOSAT)プロジェクトの評価報告書 [リンク切れ]（宇宙開発委員会、2004年8月）